# Фібробетон
Фібробетон — різновид цементного бетону, в якому досить рівномірно розподілені фібра або  фіброволокна як  армуючий матеріал.

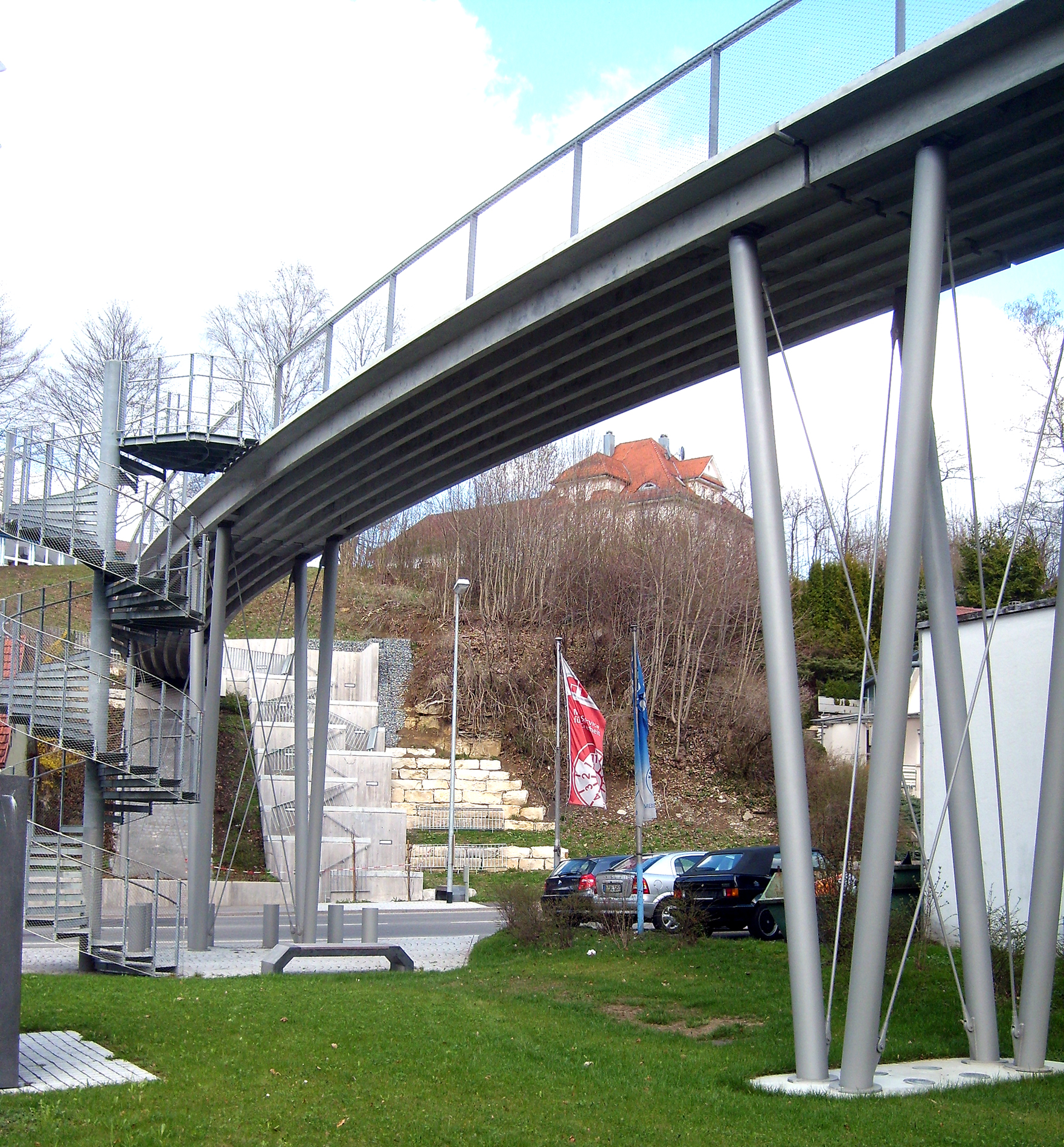
Фібробетонний міст в м. Лаутлінген (Lautlingen), Німеччина.

Під збірною назвою «Фібра» маються на увазі відрізки тонкого сталевого дроту, відходи цвяхового виробництва та ін, Волокна з металу, зі скла, полімерів (головним чином пропілену). Фібра додається в бетон на стадії виробництва бетонної суміші, виконуючи функцію армуючого компонента, і сприяє поліпшенню якості бетону, підвищуючи його тріщиностійкість, деформативність, водонепроникність і морозостійкість. Додатковою перевагою фібробетону є його знижена вага в порівнянні з традиційним залізобетоном, що полегшує монтаж конструкцій з фібробетону.
Фібробетони застосовують в збірних і монолітних конструкціях, що працюють на знакозмінні навантаження. Найважливіша характеристика фібробетону — міцність на розтяг — є не тільки прямою характеристикою матеріалу, але і непрямою, і відображає його опір інших впливів. Ще одна важлива характеристика фібробетону — це його довговічність. За показником роботи руйнування фібробетону може в 15-20 разів перевершувати бетон.